# Gösta Bergenheim
Rolf Anders Gösta Bergenheim, tidigare Andersson, född 23 augusti 1949 i Träslövs församling i Hallands län, är en svensk politiker (moderat) och före detta polis.
Bergenheim var kommunalråd och kommunstyrelsens ordförande i Varbergs kommun 1999–2010 samt regionråd och regionstyrelsens ordförande Halland 2011–2014. Han var kommunfullmäktiges ordförande i Varberg 2014–2022. Han är ordförande för Hallandstrafiken och ledamot i Öresundstågs styrelse.
Bergenheim arbetade som polis i 25 år, och innan dess som gymnasieingenjör, innan han blev kommunalråd. Han är gift med Agneta Bergenheim. Namnet Bergenheim var svärmoderns flicknamn, som paret antog på 1980-talet. Tillsammans har de en dotter och en son.